# 에밀리아 클라크
에밀리아 클라크(Emilia Isobel Euphemia Clarke, 1986년 10월 23일 ~ )는 잉글랜드의 배우이다. HBO 드라마 《왕좌의 게임》에서 대너리스 타가리옌 역을 연기해 세계적으로 이름을 알렸다. 대너리스 역으로 2013, 2015, 2016년 에미상 후보로 3회 지명됐다. 2013년, 연극 《티파니에서 아침을》 (Breakfast at Tiffany's)으로 브로드웨이 데뷔했다. 2015년, 영화 《터미네이터 제니시스》에서 사라 코너 역을 연기했으며, 2016년 영화 《미 비포 유》의 주연을 맡았다.

## 어린 시절
1986년 10월 26일 런던에서 태어나 버크셔주에서 자랐다. 아버지는 오디오 엔지니어, 어머니는 사업가였다. 그리고 남동생 한 명이 있다. 3살 때 뮤지컬 《쇼 보트》 (Show Boat)를 보고 연기에 흥미를 느끼기 시작했다. 옥스퍼드에 있는 "라이 세인트 앤소니 스쿨" (Rye St Antony School)과 "세인트 에드워드 스쿨" (St Edward's School)을 다녔다. 그 후 런던에 있는 "드라마 센터 런던" (Drama Centre London)을 다니다가 2009년에 졸업했다.

## 경력

### 초기 경력
에밀리아는 세인트 에드워드 학교에서 2편, 드라마 센터 런던에서 10편의 작품을 했다. 2009년, 자선 단체 "사마리탄스"(Samaritans)의 광고 2편에 출연했다. 런던 대학교 학생들이 제작한 단편 영화에 출연해 처음으로 영화 연기를 했다. 2009년, 영국 드라마 《닥터스》에 새스키아 메이저 역으로 출연해 첫 텔레비전 연기를 했으며, Syfy의 텔레비전 영화 《트라이애식 어택》에도 출연했다. 2009년, 스크린 인터내셔널 지는 에밀리아를 유망한 영국 배우(UK Stars of Tomorrow) 1인으로 선정했다.

### 2010년-현재:왕좌의 게임출연과 그 후 행보

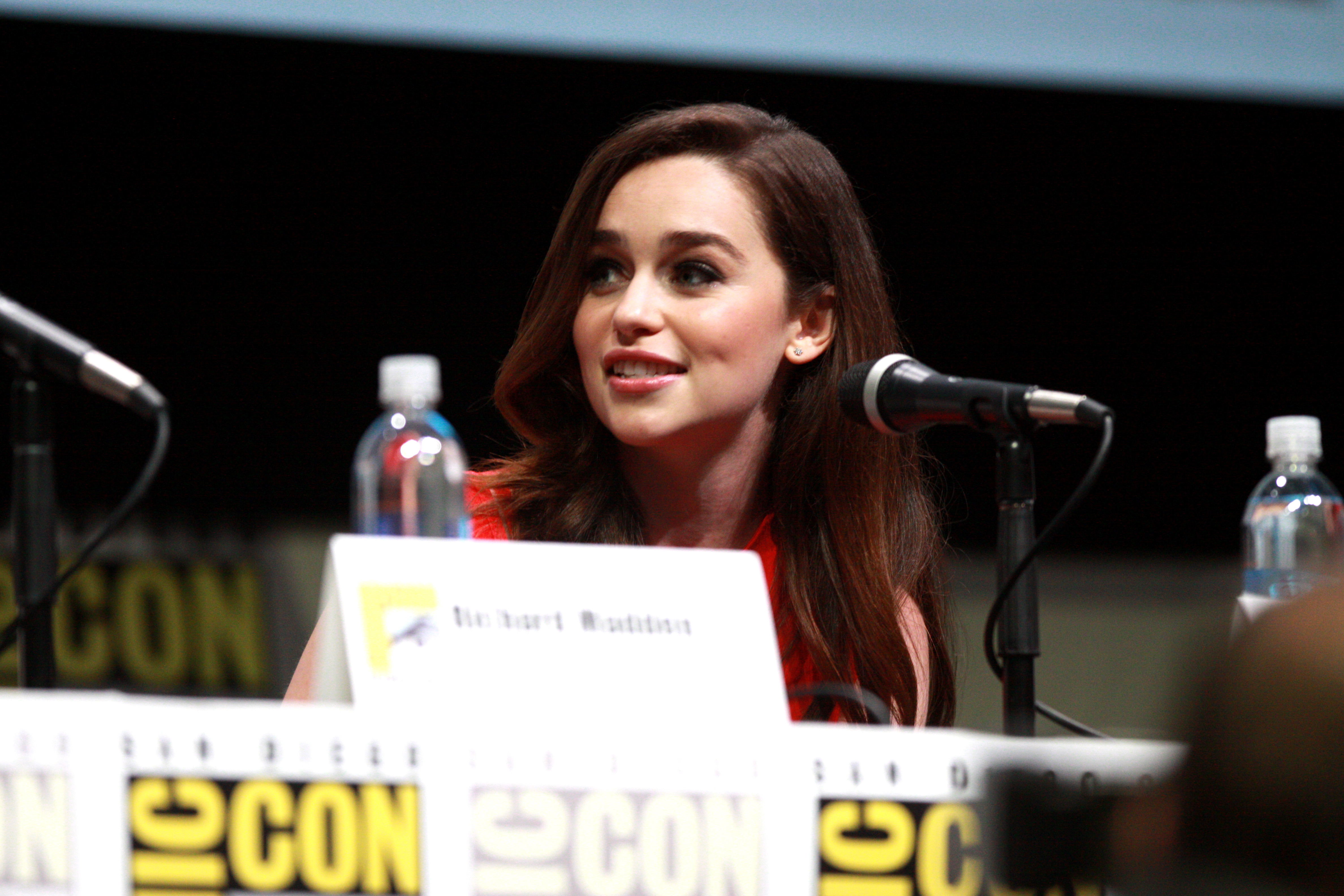
2013년 코믹콘에서

2010년, HBO의 중세 판타지 드라마 《왕좌의 게임》의 대너리스 타가리옌 역으로 캐스팅됐다. 에밀리아 이전에 탬진 머챈트가 캐스팅 됐었으나, 알 수 없는 이유로 대너리스 역은 에밀리아에게 돌아가게 됐다. 에밀리아는 오디션에서 치킨 댄스와 로봇 댄스를 췄다고 한다.
2011년 4월 첫 방영된 《왕좌의 게임》은 큰 호평을 받았고, 시즌 2 제작이 빠르게 결정됐다. 에밀리아는 여섯 시즌에 출연했으며, 시즌 7에도 출연 예정이다. 에밀리아는 대너리스 역으로 2011년 에미상 드라마 부문 여우조연상을 수상했다. 2013년, 제65회 프라임타임 에미상 드라마 부문 여우조연상 후보에 지명됐으며, 2015년과 2016년에도 같은 부문 후보로 지명됐다.
2012년, 영화 《스파이크 아일랜드》에 출연했다. 2013년 3월부터 4월까지, 브로드웨이 연극 《티파니에서 아침을》 (Breakfast at Tiffany's)에 홀리 골라이틀리를 연기했다. 같은 해, 주드 로와 영화 《돔 헤밍웨이》의 주연을 맡았다.
2014년, 제임스 프랑코와 영화 《가든 오브 라스트 데이즈》 합류 소식이 전해졌으나, 영화는 제작 시작 2주 전에 제작 무산되었다. 영화 《그레이의 50가지 그림자》의 주인공 아나스타샤 역 제안이 에밀리아에게도 왔으나, 노출을 요구한다는 이유에서 에밀리아는 이 역을 거절했다.
2015년 영화 《터미네이터 제니시스》에 출연해 사라 코너를 연기했다. 2016년, 영화 《미 비포 유》의 여주인공 루이사 클라크를 연기했다.

## 사생활
애니메이션 패밀리 가이의 프로듀서 세스 맥팔레인과 사귀었고, 2013년 3월에 헤어졌다.

## 필모그래피

### 영화
| 제목                     | 연도 | 역할            | 기타 |
| ------------------------ | ---- | --------------- | ---- |
| 스파이크 아일랜드        | 2012 | 샐리 해리스     |      |
| 섀클드                   | 2012 | 말루            |      |
| 돔 헤밍웨이              | 2013 | 에블린 헤밍웨이 |      |
| 터미네이터 제니시스      | 2015 | 사라 코너       |      |
| 미 비포 유               | 2016 | 루이자 클라크   |      |
| 보이스 프롬 스톤         | 2017 | 베레나          |      |
| 한 솔로: 스타워즈 스토리 | 2018 | 키라            |      |
| 라스트 크리스마스        | 2019 | 케이트          |      |
| 어메이징 모리스          | 2022 | 알리시아        | 더빙 |
| 팟 제너레이션            | 2023 | 레이첼 노비     |      |
| 어보브 서스피션          | 예정 | 수잔 스미스     |      |

### 텔레비전
| 제목            | 연도      | 역할                 | 방송사        | 기타                                 | 참조   |
| --------------- | --------- | -------------------- | ------------- | ------------------------------------ | ------ |
| 닥터스          | 2009      | 사스키아 메이어      | BBC One       | 에피소드: "Empty Nest"               |        |
| 트라이애식 어택 | 2010      | 서배나 라운드트리    | Syfy          | 텔레비전 영화                        |        |
| 왕좌의 게임     | 2011–2019 | 대너리스 타르가르옌  | HBO           | 주연                                 | [ 22 ] |
| 퓨처라마        | 2013      | 메리앤 (목소리 출연) | 코미디 센트럴 | 에피소드: "Stench and Stenchibility" | [ 23 ] |
| 로봇 치킨       | 2016      | 브리짓 (목소리 출연) | 어덜트 스윔   | 에피소드: "Joel Hurwitz Returns"     |        |
| 시크릿 인베이전 | 2022      |                      | 디즈니+       |                                      |        |

### 연극
| 제목              | 연도 | 역할            | 공연 장소 | 참조 |
| ----------------- | ---- | --------------- | --------- | ---- |
| 티파니에서 아침을 | 2013 | Holly Golightly | 콜트 극장 |      |

## 수상 및 후보
| 연도 | 상                            | 수상 목록                                                            | 작품                | 수상 결과 | 참조   |
| ---- | ----------------------------- | -------------------------------------------------------------------- | ------------------- | --------- | ------ |
| 2011 | 에미상                        | Best Supporting Actress, Drama                                       | 왕좌의 게임         | 수상      | [ 24 ] |
| 2011 | 스크림상                      | Breakout Performance – Female                                        | 왕좌의 게임         | 수상      | [ 25 ] |
| 2011 | 스크림상                      | Best Ensemble (공동 수상)                                            | 왕좌의 게임         | 후보      | [ 25 ] |
| 2011 | IGN상                         | Best TV Actress                                                      | 왕좌의 게임         | 후보      | [ 26 ] |
| 2012 | 그레이시상                    | Outstanding Female Rising Star in a Drama Series or Special          | 왕좌의 게임         | 수상      | [ 27 ] |
| 2012 | SAG상                         | Outstanding Performance by an Ensemble in a Drama Series (공동 수상) | 왕좌의 게임         | 후보      | [ 28 ] |
| 2012 | 골든 님프상                   | Outstanding Actress in a Drama Series                                | 왕좌의 게임         | 후보      | [ 29 ] |
| 2013 | 크리틱스 초이스 텔레비전상    | Best Supporting Actress in a Drama Series                            | 왕좌의 게임         | 후보      | [ 30 ] |
| 2013 | SFX상                         | Best Actress                                                         | 왕좌의 게임         | 수상      | [ 31 ] |
| 2013 | 골드 더비 TV상                | Best Drama Supporting Actress                                        | 왕좌의 게임         | 후보      | [ 32 ] |
| 2013 | 온라인 영화 & 텔레비전 협회상 | Best Supporting Actress In a Drama Series                            | 왕좌의 게임         | 수상      | [ 33 ] |
| 2013 | 프라임타임 에미상             | Outstanding Supporting Actress in a Drama Series                     | 왕좌의 게임         | 후보      | [ 34 ] |
| 2013 | 새틀라이트상                  | Best Supporting Actress – Series, Miniseries or Television Film      | 왕좌의 게임         | 후보      | [ 35 ] |
| 2014 | 피플스 초이스상               | Favorite Sci-Fi/Fantasy TV Actress                                   | 왕좌의 게임         | 후보      | [ 36 ] |
| 2014 | SAG상                         | Outstanding Performance by an Ensemble in a Drama Series (공동 수상) | 왕좌의 게임         | 후보      | [ 37 ] |
| 2014 | 영 할리우드 어워드            | Fan Favorite Actor–Female                                            | 왕좌의 게임         | 후보      | [ 38 ] |
| 2014 | 골드 더비 TV상                | Best Drama Supporting Actress                                        | 왕좌의 게임         | 후보      | [ 39 ] |
| 2015 | SAG상                         | Outstanding Performance by an Ensemble in a Drama Series (공동 수상) | 왕좌의 게임         | 후보      | [ 40 ] |
| 2015 | 엠파이어상                    | Empire Hero Award (공동 수상)                                        | 왕좌의 게임         | 수상      | [ 41 ] |
| 2015 | 새턴상                        | Best Supporting Actress on Television                                | 왕좌의 게임         | 후보      | [ 42 ] |
| 2015 | 틴 초이스 어워드              | Choice Summer Movie Star: Female                                     | 터미네이터 제니시스 | 후보      | [ 43 ] |
| 2015 | 온라인 영화 & 텔레비전 협회상 | Best Supporting Actress In a Drama Series                            | 왕좌의 게임         | 후보      | [ 44 ] |
| 2015 | 프라임타임 에미상             | Outstanding Supporting Actress in a Drama Series                     | 왕좌의 게임         | 후보      | [ 45 ] |
| 2016 | 피플스 초이스상               | Favorite Sci-Fi/Fantasy TV Actress                                   | 왕좌의 게임         | 후보      | [ 46 ] |
| 2016 | SAG상                         | Outstanding Performance by an Ensemble in a Drama Series (공동 수상) | 왕좌의 게임         | 후보      | [ 47 ] |
| 2016 | 주피터상                      | Best International Actress                                           | 터미네이터 제네시스 | 후보      | [ 48 ] |
| 2016 | 틴 초이스 어워드              | Choice Movie Liplock (샘 클라플린과 공동 수상)                       | 미 비포 유          | 후보      | [ 49 ] |
| 2016 | 온라인 영화 & 텔레비전 협회상 | Best Supporting Actress In a Drama Series                            | 왕좌의 게임         | 후보      | [ 50 ] |
| 2016 | 프라임타임 에미상             | Outstanding Supporting Actress in a Drama Series                     | 왕좌의 게임         | 후보      | [ 51 ] |